# 브르보브스코

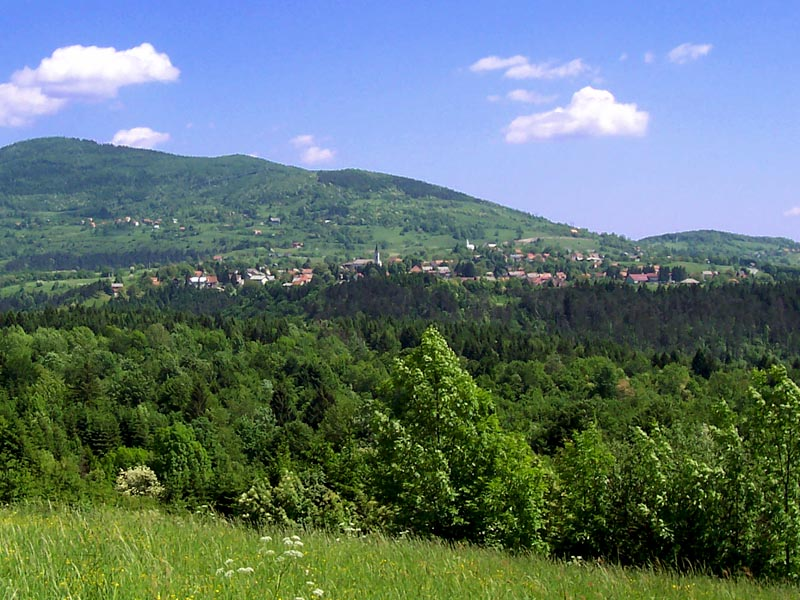
브르보브스코

브르보브스코(크로아티아어: Vrbovsko)는 크로아티아 서부에 위치한 도시로 행정 구역상으로는 프리모레고르스키코타르주에 속하며 면적은 280km2, 인구는 6,047명(2001년 기준), 높이는 506m이다.

## 사진

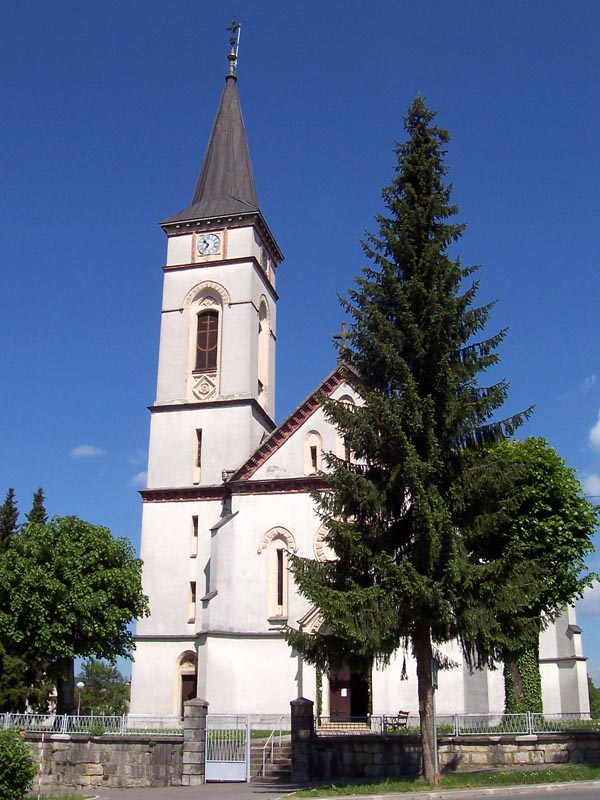
브르보브스코 교회